# Paedophryne kathismaphlox
Espèce
Paedophryne kathismaphlox est une espèce d'amphibiens de la famille des Microhylidae.

## Répartition

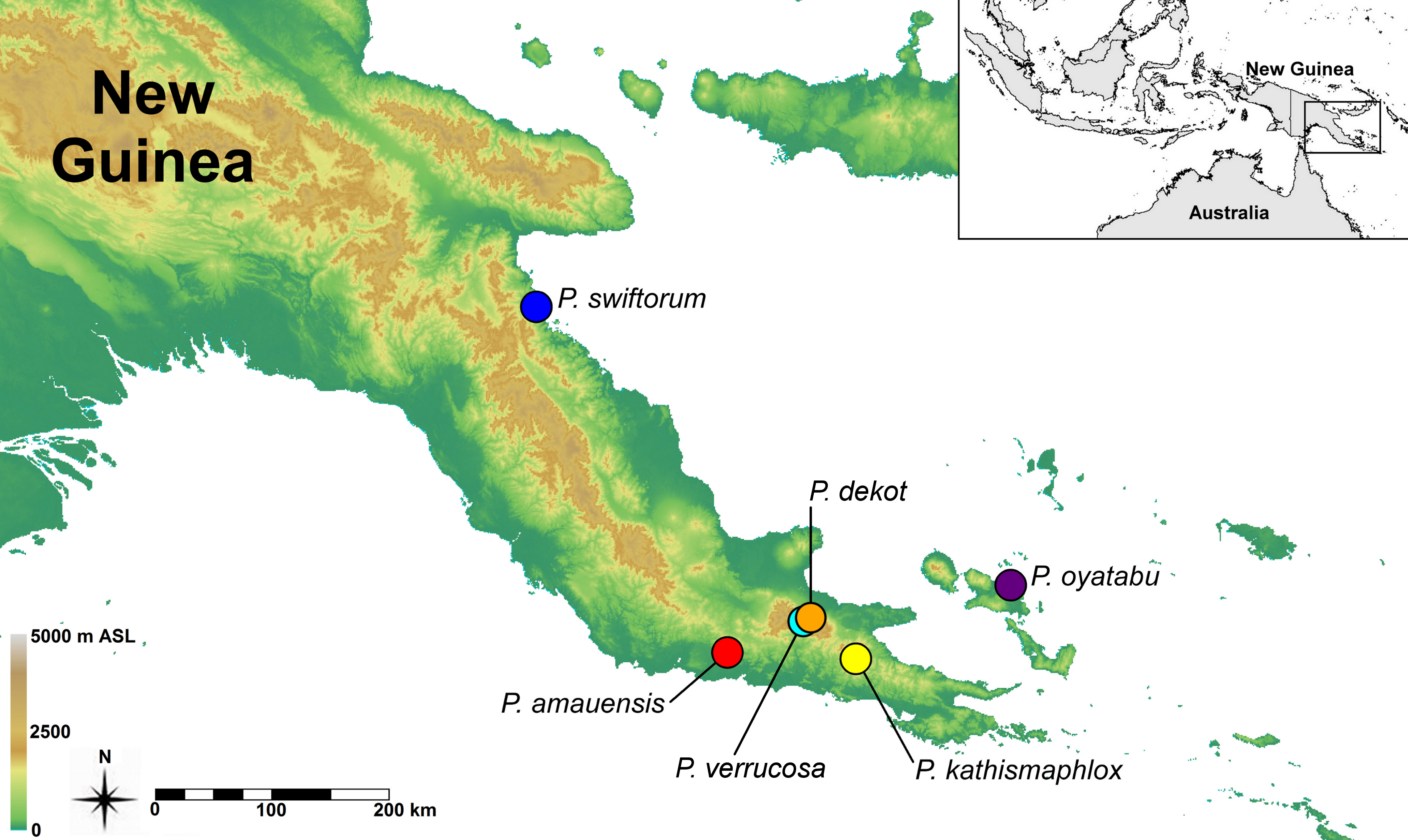
Point jaune : Site de découverte de Paedophryne kathismaphlox

Cette espèce est endémique de la province de Baie Milne en Papouasie-Nouvelle-Guinée. Elle se rencontre sur le mont Simpson à environ 2 170 m d'altitude.

## Description

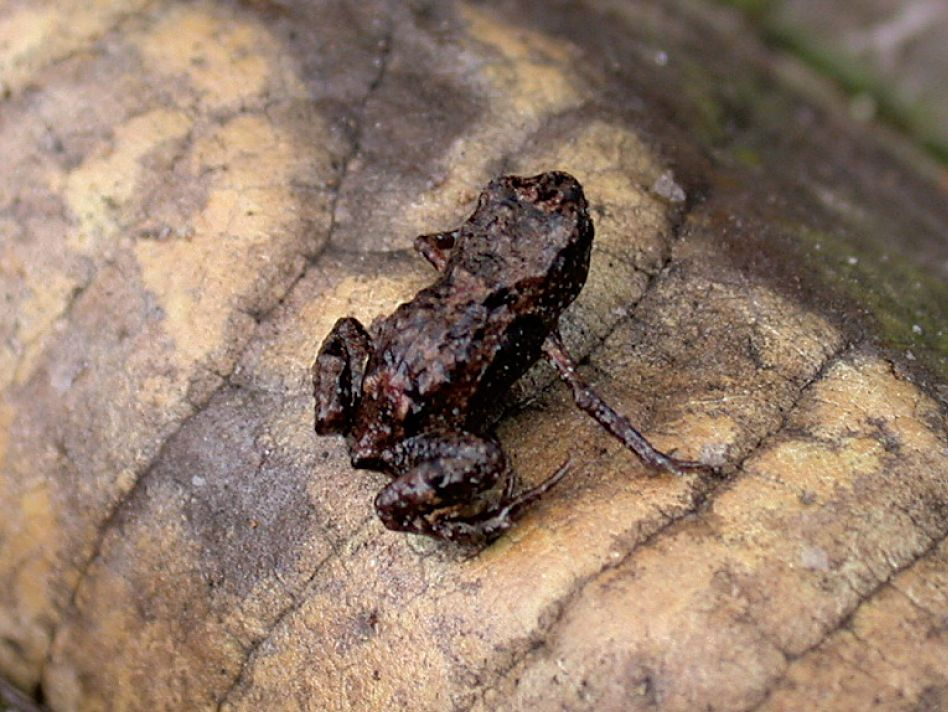
Paedophryne kathismaphlox

Paedophryne kathismaphlox n'est connue que par quatre spécimens. Le mâle mesure 10,1 mm et les femelles entre 10,4 et 10,9 mm. Cette espèce présente un dos brun avec des taches noires irrégulières. Son ventre est noir avec des taches grises.

## Publication originale
- Kraus, 2010 : New genus of diminutive microhylid frogs from Papua New Guinea. Zookeys, vol. 48, p. 39-59, doi:10.3897/zookeys.48.446. (texte intégral).